# ایشتوان توت (کشتی‌گیر)
ایشتوان توت (مجاری: István Tóth؛ زادهٔ ۳ اکتبر ۱۹۵۱) کشتی‌گیر اهل مجارستان بود.